# Ludmiła Janowska
Ludmiła Janowska (Chodoriv, 23 dicembre 1954) è un'ex cestista polacca.

## Carriera
Con la Polonia ha disputato tre edizioni dei Campionati europei (1980, 1981, 1985).